# Jewhen Malanjuk

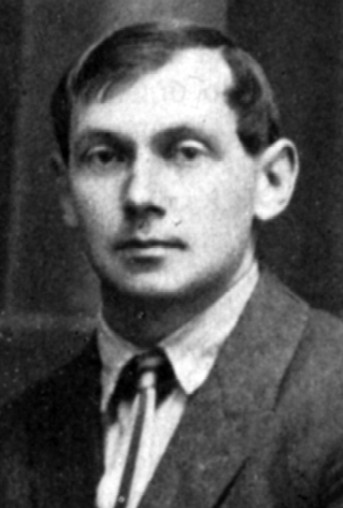
Jewhen Malanjuk 1924

Jewhen Fylymonowytsch Malanjuk (ukrainisch Євген Филимонович Маланюк; * 20. Januarjul. / 1. Februar 1897greg. in Archanhorod, Gouvernement Cherson, Russisches Kaiserreich; † 16. Februar 1968 in New York City, Vereinigte Staaten) war ein ukrainischer Dichter, Journalist, Essayist, Literatur- und Kunstkritiker, Übersetzer und Offizier in der Armee der ukrainischen Volksrepublik.

## Leben
Jewhen Malanjuk kam im Dorf Archanhorod (ukrainisch Архангород), der heutigen Siedlung städtischen Typs Nowoarchanhelsk in der ukrainischen Oblast Kirowohrad zur Welt und absolvierte, nach dem Grundschulbesuch in seinem Heimatort, 1912 das Gymnasium in Jelisawetgrad, dem heutigen Kropywnyzkyj. Ab 1913 studierte er am Polytechnischen Institut in Sankt Petersburg, bis er als Soldat der Russischen Armee in den Ersten Weltkrieg eingezogen wurde. Im November 1917 wurde er Offizier in der Armee der ukrainischen Volksrepublik und 1920 wurde er in Kalisz interniert. Dort gründete er im polnischen Interniertenlager, gemeinsam mit Jurij Darahan (ukrainisch Юрій Юрійович Дараган; 1894–1926), die von 1922 bis 1923 bestehende Literaturzeitschrift Wesselka (ukrainisch Веселка).
1922 emigrierte er in die Tschechoslowakei und studierte an der Ukrainischen Akademie für Ökonomie in Poděbrady. Während seines Studiums veröffentlichte er 1925 seine erste poetische Sammlung Stylet i stylos (ukrainisch Стилет і стилос).
Nach Erlangung eines Ingenieursdiploms arbeitete er von 1929 an als Ingenieur in Warschau, wo er 1929, gemeinsam mit Jurij Lypa, die literarische Gruppe Tank (Танк) gründete. Während des Zweiten Weltkriegs hielt er sich in Prag auf. Nach Kriegsende zog er nach Regensburg und unterrichtete dort Mathematik in Ukrainisch.
Im Juni 1949 emigrierte er in die Vereinigten Staaten, ließ sich in einem Außenbezirk von New York nieder und arbeitete dort, bis zu seiner Pensionierung 1962, in einem Konstruktionsbüro.
Er starb 71-jährig in New York und wurde auf dem St.-Andrew-Friedhof in South Bound Brook, New Jersey bestattet.

## Werk
Sein schöpferisches Erbe ist ideologisch und thematisch sehr vielfältig. Die vorherrschende Idee der Dichtung und der Prosa Malanjuks war jedoch die Staatlichkeit der Ukraine. Einige seiner Werke wurden in Englisch, Deutsch, Polnisch, Russisch, Französisch, Tschechisch und weitere Sprachen übersetzt.
- Stil und Stil (Стилет і стилос Stylet i stylos); Poděbrady, 1925
- Herbarium (Гербарій Herbarij); Hamburg, 1926
- Erde und Eisen (Земля й залізо Semlja j saliso); Paris, 1930
- Irdische Madonna (Земна мадонна Semna madonna); Lwiw, 1934
- Ring der Polykrate (Перстень Полікрата Persten Polikrata); Lwiw, 1939
- Ausgewählte Poesie (Вибрані поезії Wybrani poesiji); Lwiw, Krakau, 1943
- Macht (Влада Wlada); Philadelphia, 1951
- Poesie in einem Band (Поезії в одному томі Poesiji w odnomu tomi); New York, 1954
- Letzter Frühling (Остання весна Ostannja wesna); New York, 1959
- August (Серпень Serpen); New York, 1964
- Gedicht „Die fünfte Synphonie“ (поема "П'ята симфонія" poema „Pjata symfonija“); New York, 1953
- Ring und Schießpulver (Перстень і порох Persten i poroch); München, posthum 1972

## Dokumentarfilm
- Jurij Schapowal, Jewhen Malanjuk. 2020, ukrainisch[7]